# Christian Nakonz
Christian Nakonz (* 28. Dezember 1936 in Berlin; † 14. Februar 2023 in Wandlitz) war ein deutscher Diplomat. Er war Botschafter der Bundesrepublik Deutschland in mehreren Staaten Afrikas.

## Leben
Nakonz studierte Rechtswissenschaft in Berlin und Freiburg. Er war mehrere Jahre bei der Carl-Duisberg-Gesellschaft und dem Deutschen Institut für Entwicklungspolitik in Berlin beschäftigt.
1966 trat er in den auswärtigen Dienst. Er wurde im Planungsstab des Auswärtigen Amts unter Leitung von Egon Bahr beschäftigt.
Von 1969 bis 1974 war Nakonz in Kairo und Islamabad akkreditiert. Später war er persönlicher Referent von Günter Gaus in der Ständigen Vertretung der Bundesregierung bei der Regierung der DDR. 1995 war Nakonz Generalkonsul in Karatschi. 2001 wurde er in den Ruhestand versetzt und ab 2004 war er Vertreter des Afrika-Vereins der deutschen Wirtschaft in Berlin.
Christian Nakonz war mit Shireen Nakonz verheiratet.
| Vorgänger | Amt                                                                           | Nachfolger                                        |
| --- | ----------------------------------------------------------------------------- | ------------------------------------------------- |
| 1967 bis 1971: Hans-Joachim Heldt 1974: Udo Horstmann | Botschafter der Bundesrepublik Deutschland in Cotonou/Benin 1979–1980         | 1991–1993 Ulrich Hochschild (* 1949 in Karlsruhe) |
| Hennecke Graf von Bassewitz | Botschafter der Bundesrepublik Deutschland in Freetown/Sierra Leone 1982–1986 | 1988–1991: Hermann Sitz                           |
| 1955: Richard Bottier (* 20. Juli 1903 im Elsass) 1967: Wolfgang Eger (* 18. Januar 1920 in Beuthen/Oberschlesien) 1974: Karl-Heinz Rouette 1977: Hans-Albrecht Schraepler | Botschafter der Bundesrepublik Deutschland in Monrovia/Liberia 1986–1988      | Jürgen Gehl                                       |
| Hans-Alard von Rohr | Botschafter der Bundesrepublik Deutschland in Kampala 1994–1996               | Hans-Joachim Heldt                                |
| Hans-Joachim Heldt | Botschafter der Bundesrepublik Deutschland in Accra/Ghana 1997–2001           | 2003–2007: Peter Linder                           |